# Iris timofejewii
Iris timofejewii là một loài thực vật có hoa trong họ Diên vĩ. Loài này được Woronow miêu tả khoa học đầu tiên năm 1924.